# 305 mm działo kolejowe TM-2-12
305 mm działo kolejowe TM-2-12 (ros. 305-мм железнодорожная установка ТМ-2-12) – radzieckie działo kolejowe kalibru 305 mm.
Działa TM-2-12 były produkowane od 1932 roku fabryce im. Marty w Mikołajowie. Były to morskie armaty kalibru 305 mm ustawione na szesnastoosiowych platformach kolejowych. Wykorzystywane armaty 305 mm były pierwotnie przeznaczone dla pancerników typu Borodino.

## Dane taktyczno-techniczne
- Kaliber: 304,8 mm
- Długość lufy: 12 190 mm (L/40)
- Prędkość początkowa pocisku o masie 470 kg: 700 m/s
- Donośność: 25 000 m
- Szybkostrzelność: 1,5 strz/min
- Kąt ostrzału:
  - w pionie: do +50°
  - w poziomie: 0°